# Escletxa
|  | Aquest article tracta sobre el significat general del terme. Vegeu-ne altres significats a «Fissura». |

|  | «Esquerda» redirigeix aquí. Vegeu-ne altres significats a «Fractura». |

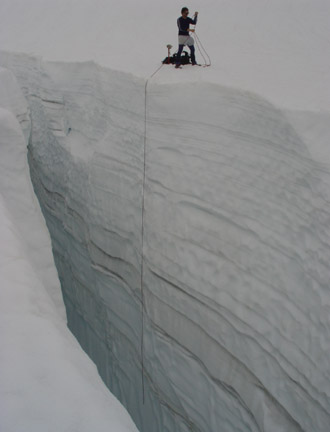
Esquerdes o escletxes a una glacera

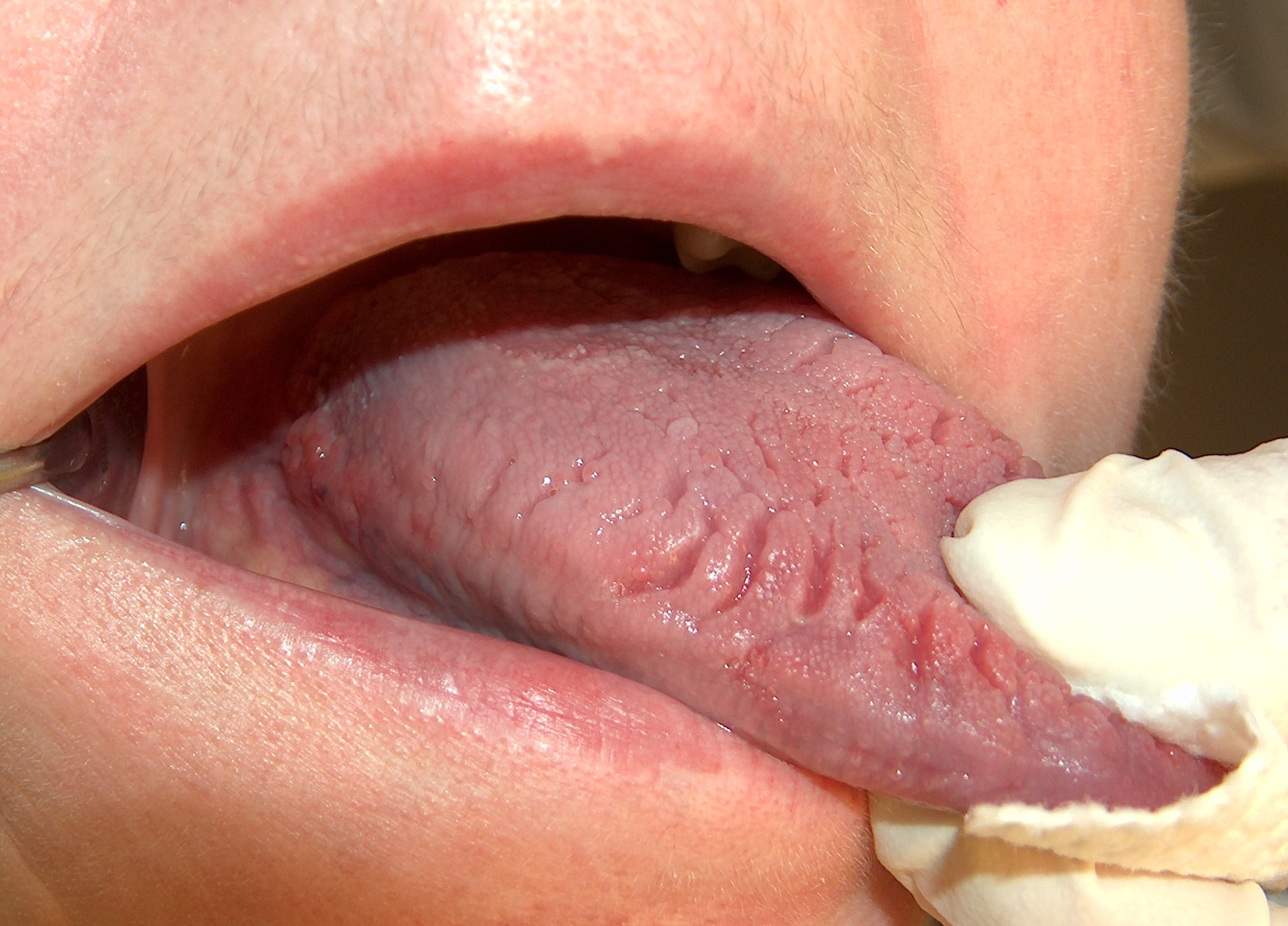
Escletxes o fissures a la llengua

Una escletxa, escletlla, esquerda, badall o trenc és una obertura irregular entre dues peces mal encaixades. És també l'espai buit que separa dues parts d'un objecte, una massa o una superfície trencada.

## Variants
És freqüent de parlar d'escletxes, clivelles o clevills a les parets d'un edifici, en una capa de pintura, a la roca, al suro, a terra, a les glaceres, a la pell, etc. Tenen orígens molt diferents i que depenen normalment del lloc i la manera amb la qual es produeixen, però en general llur causa és la fractura d'una superfície rígida.
A la superfície de la Terra es produeixen per acció dels moviments tectònics i –en edats geològicament llunyanes- han tingut grans dimensions. Es poden anomenar també escletxes –sense ser-ho pròpiament- determinades erosions provocades per l'aigua corrent en superfícies molt dures però solubles, com la roca calcària.
A la pell i a la fusta dels arbres, entre d'altres, és produïda per la desaparició de la humitat que els dona flexibilitat.
A un sòl pavimentat o a un mur de maçoneria es produeixen en assentar-se en el terreny l'obra edificada, per defecte de cimentació i poden ser causa de ruïna d'un edifici.

## Escletxes a les glaceres
A una glacera es produeixen pel desplaçament de la massa glacial sobre uns fons irregular i també per les diferents velocitats de desplaçament del gel de la glacera, que llisca més de pressa a les parts centrals que a les parts que freguen amb la terra o els costats de la vall.